# Джон Вінтер (легкоатлет)
Джон Артур Вінтер (англ. John Arthur Winter; нар. 3 грудня 1924 — пом. 5 грудня 2007) — австралійський легкоатлет, який спеціалізувався в стрибках у висоту.

## Із життєпису
Олімпійський чемпіон зі стрибків у висоту (1948).
Чемпіон Ігор Британської імперії зі стрибків у висоту (1950).
Триразовий чемпіон Австралії зі стрибків у висоту (1947, 1948, 1950).
Пішов з життя, маючи 83 роки.

## Визнання
- Член Зали спортивної слави Австралії (1986)
- Член Зали слави легкої атлетики Австралії (2008)